# 郭惟賢
郭惟贤（1547年—1606年），字哲卿，号希宇，又名維賢，福建泉州府晉江縣人。明朝政治人物。

## 生平
隆庆四年（1570年）庚午科福建鄉試第六十三名舉人，万历二年（1574年）登甲戌科进士，授清江县知县，万历八年（1580年）六月，拜为南京河南道監察御史。因请求召吴中行、赵用贤等人而被谪为江山县县丞，後官复原职。彈劾、推薦多人。十二年六月因諫内操、援救主事董基忤旨，降调南京大理寺评事。给事中阮子孝、御史潘惟岳等相继上疏救助，皇上发怒，分别扣发了这些人的俸禄。郭惟贤不久升南京户部主事，陞吏部稽勳司郎中，十七年四月郭惟贤由南京尚寶司司丞升南京通政司右參議，万历十八年（1590年），四月升任顺天府丞。
万历二十年（1592年），以都察院右佥都御史銜巡抚湖广。万历二十三年（1595年），入京师为左佥都御史。万历二十六年（1598年），升左副都御史，疏請早立皇储，慎待辅臣，赶紧实行考选，尽快将推荐人才的奏疏发下，沒有回應。丁憂去職，起为户部左侍郎，未上任即卒。赠为右都御史。天启初年，追谥恭定。

## 事跡
张居正死后，吴中行、赵用贤等先前被贬的人尚未起用。恰好皇长子出生，万历帝下诏赦免天下，郭惟贤因此请求召回被贬的大臣。冯保很厌恶此事，借机将他贬为江山县丞。冯保因罪被处置后，郭惟贤復職。上疏弹劾左都御史陳炌看权贵眼色行事，将御史赵耀、赵应元弹劾罢职，因此不能再掌管监察事宜。陳炌被罢免官职后，他又推荐王锡爵、贾三近、孫鑨、何源、孙丕扬、耿定向、曾同亨、詹仰庇等人，均被起用。主事董基劝谏皇宫内操练之事被贬，郭惟贤援救他，违背圣旨，调任南京大理评事。
郭惟賢巡撫湖廣，分封在德安府的景王，田土比别的藩王多一倍多，藩国已絕嗣，但景王赋额还在征收。等到皇弟潞王分封在卫辉，将景王的赋税都给了他。潞王上奏说赋税不到规定数目，万历帝停发监司以下官职的俸禄，下令巡按赶紧奏报。郭惟贤说：“景府的赋额都是奸民投献的，乱说数目，我为潞王勘察田亩，增加赋税二万五千，不是像以前奏报的那个假数目，潞王反而说不足，为什么？况且潞王府离湖北很远，不如让有关官吏征收，转送给潞王府。《会典》上说皇庄以及勋贵、外戚的官庄，遇到灾荒与民田一样蠲减。现在襄水汉江涨水，潞王府的佃民逃亡过半，请求按原例蠲减。”又称：“长沙、宝庆、衡州三卫军戍守武冈，而永州、宁远诸卫远戍广西，受瘴癘死伤无数。请求分别轮流戍守武冈，停止戍守广西。”万历帝都予以同意。承天府守备中官因征收兴邸旧赋，请求将潜江知县及佃民治罪，万历帝下诏让抚按官逮捕。郭惟贤称：“我巡抚楚地，没有不过问的事。现在中官责问，而我等去追捕，我实在不能干。”万历帝于是停止实行命令。不久，他请求用太和山的香税充潞王所欠下的俸禄，不要加派于百姓，又请求以周敦颐父亲辅成从祀启圣。皇帝均下诏听从他的意见。
郭惟賢任左僉都御史期間，上疏称核选用官员不应当长久停止，言官不应当长久被拘，御史官员不应久缺。尔后又说天下多有变故，是从大官至监司都有缺漏而没有补上，政事日益废弛，而且因劝谏被贬的人不下百余人，效忠的人都被永远贬斥而不任用。万历帝并不采纳他的意见。

## 家族
长子郭梦詹，以荫官户部郎中，娶左都督俞大猷女。次子郭光詹。

## 延伸阅读
[在维基数据编辑]
 《明史卷二百二十七》，出自《明史》